# خدایان و هیولاها
خدایان و هیولاها (به انگلیسی: Gods and Monsters) فیلمی ۱۰۵ دقیقه‌ای به کارگردانی بیل کوندون با بازی ایان مک کالن محصول کشور ایالات متحده آمریکا است.

## داستان
داستان زندگی «جیمز وال» کارگردان فیلمهای «فرانکشتین» و «عروس فرانکشتین» در دوره جنگ کره و رابطه ای که او به باغبان خود تشکیل می‌دهد…